# 月照

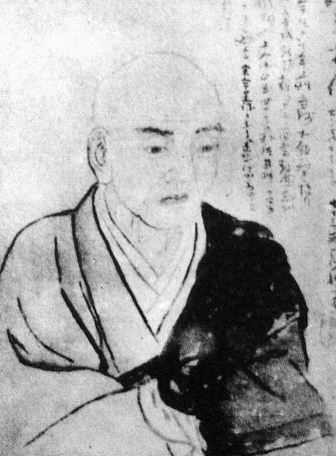

月照（1813年—1858年12月20日），是幕末时期尊王攘夷派的僧侣。
月照和西乡隆盛的交情很好，当西乡尊敬的岛津齐彬死后，西乡想要自杀，但是被月照阻止。1858年，因为在安政大狱中受到追杀，他和西乡隆盛逃出京都。虽然逃到了萨摩藩，不过并不被萨摩藩所接受。月照意识到自己难逃一死，于是和西乡隆盛共同投锦江湾自杀。月照死了，然而西乡奇迹般的保住了性命。月照死时46岁。
临终时写下的诗句。（若為天皇又何惜，身沉薩摩的海峡）
谭嗣同曾跟梁启超说：“程婴、杵臼；月照、西乡；吾与足下分任之。”然而在谭嗣同死后，中国并没有像他期望的一样，走上君主立宪的道路。